# Trường đại học Chikushi Jogakuen
Trường đại học Chikushi Jogakuen (筑紫女学園大学 Chikushi jogakuen daigaku) là một trường tư thục dành cho nữ sinh ở  Dazaifu, Fukuoka, Nhật Bản, được thành lập năm 1988.